# Димченко Діана Анатоліївна
Димченко Діана Анатоліївна (нар. 8 вересня 1989) — українська та азербайджанська спортсменка, академічна веслувальниця, бронзова призерка чемпіонату Європи з академічного веслування у класі жіночих одиночок 2018 року.

## Життєпис
Димченко Діана народилася 16 лютого 1976 року в місті Олешки, Херсонська область. Навчалась на кафедрі Олімпійського та професійного спорту Херсонського державного університету. На чемпіонаті Європи з академічного  веслування 2018 року, що проходив у великобританському місті Глазго, Димченко брала участь у змаганні жіночих одиночек. 5 серпня на території парку Стратклайд Кантрі українська веслувальниця фінішувала третьою з результатом 07:32.670 та здобула бронзовий комплект нагород. Срібна нагорода дісталась суперниці з Австрії (Лобніг Магдалена, 07:32.620 — 2 місце) та Швейцарії (Жанін Гмелін, 07:31.150 — 1 місце). Тренується під керівництвом Андрія Дерев'янчука. 

## Виступи на Олімпіадах
| Олімпіада  | Дисципліна | Місце |
| ---------- | ---------- | ----- |
| Париж 2024 | одиночки   | 17    |